# Steffen Weigold
Steffen Weigold (né le 9 avril 1979 à Oberndorf am Neckar dans le Bade-Wurtemberg) est un coureur cycliste allemand, professionnel de 2001 à 2007.

## Palmarès sur route

### Par année
- 1999
  - 2e du Tour de la Hainleite
- 2001
  - 3e du Grande Prémio Ciclismo de Torres Vedras

### Résultats sur les grands tours

#### Tour d'Italie
1 participation
- 2003 : abandon (19e étape)

## Palmarès en cyclo-cross
- 1996-1997
  - 2e du championnat d'Allemagne de cyclo-cross juniors
  - 3e du championnat du monde de cyclo-cross juniors
- 1997-1998
  - 3e du championnat d'Allemagne de cyclo-cross espoirs
- 1998-1999
  -  Champion d'Allemagne de cyclo-cross espoirs
- 1999-2000
  -  Champion d'Allemagne de cyclo-cross espoirs
  - 6e du championnat du monde de cyclo-cross espoirs